# Rectolejeunea emarginuliflora
Rectolejeunea emarginuliflora är en bladmossart som först beskrevs av Carl Moritz Gottsche och Victor Félix Schiffner, och fick sitt nu gällande namn av Alexander William Evans. Rectolejeunea emarginuliflora ingår i släktet Rectolejeunea och familjen Lejeuneaceae. Inga underarter finns listade i Catalogue of Life.